# 建国门北大街
39°54′42″N 116°26′05″E / 39.911683°N 116.4348207°E
建国门北大街是位于中国北京市东城区东部的一条大街。是北京二环路的一部分。因位于北京内城建国门北侧而得名。

## 简介
建国门北大街北起金宝街东口，南至建国门立交桥北端。原为北京内城东护城河，1969年将护城河改为暗沟，地下修建北京地铁，地上修筑道路。1981年定名为“建国门北大街”。